# Església de Sant Just d'Ardèvol
L'església de Sant Just d'Ardèvol és la parroquial del nucli de Sant Just del municipi de Pinós (Solsonès) inclosa a l'Inventari del Patrimoni Arquitectònic de Catalunya.

## Situació
Sant Just i la seva església es troba a l'extrem nord-oest del municipi de Pinós, al llom de l'aplanada carena que s'aixeca entre la rasa de la Rovira, al sud i el barranc de Gangolells, al nord, a la capçalera de la riera de Llanera que s'esmuny cap a la Segarra. Les cases del poble, entre les quals hi ha cal Torra, juntament amb l'església, formen un recinte clos compacte.
Al punt quilomètric 9,6 de la carretera LV-3002 del Miracle a Su (41° 53′ 46″ N, 1° 32′ 38″ E / 41.896146°N,1.543936°E) surt, cap al sud, una carretera asfaltada que s'ha de prendre i no s'ha de deixar fins a arribar a Sant Just als 3,1 km, després de passar prop de les masies del Mas i Massafreds.

## Descripció

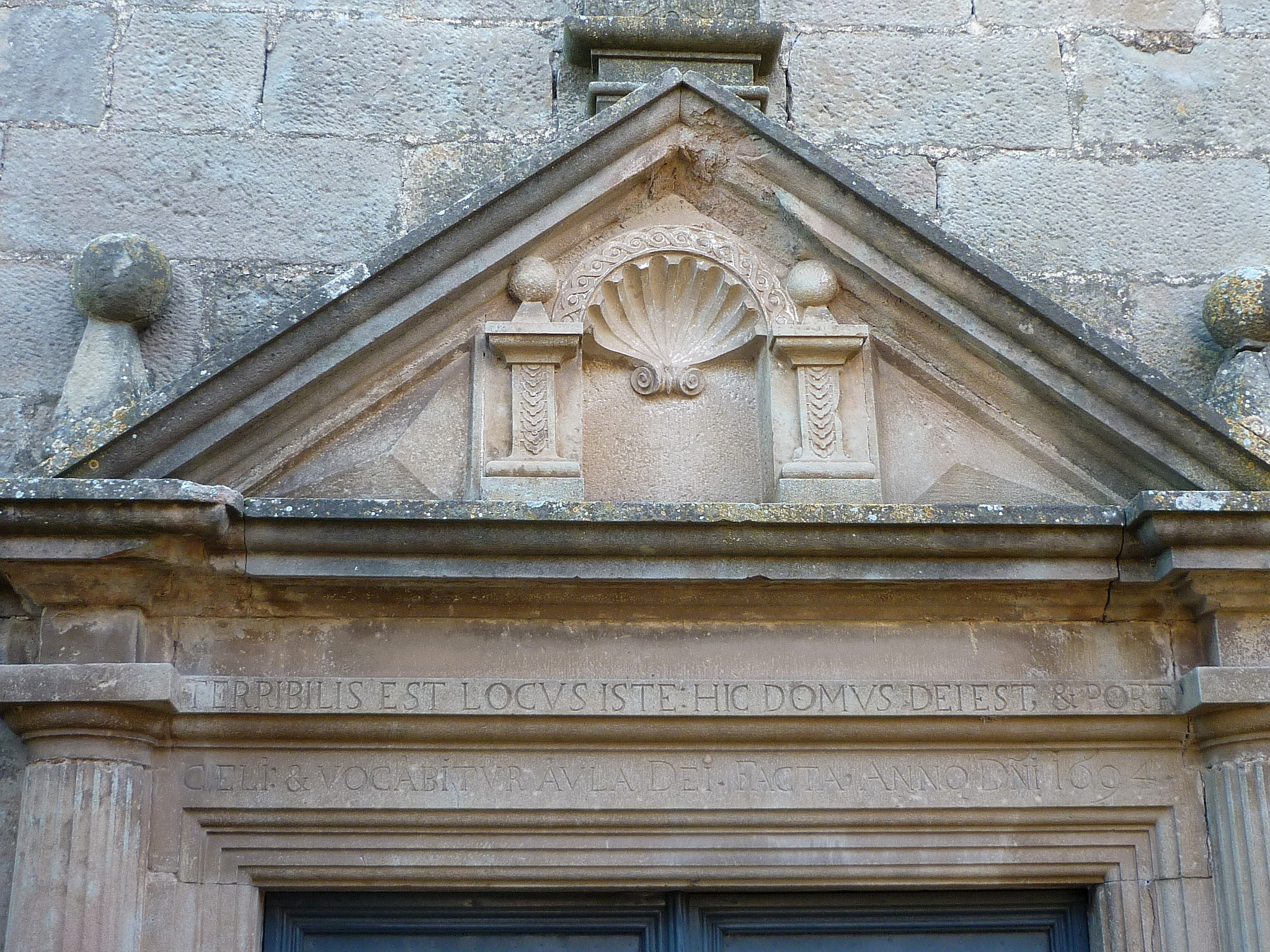
Frontó

L'església de Sant Just és un edifici de planta rectangular amb un campanar de planta quadrangular adossat a l'església. L'edifici és rematat per un presbiteri rectangular. La porta, oberta a la façana de ponent, és un exemplar amb formes ornamentals renaixentistes: frontó triangular, columnes estriades, frontis, etc.

## Història
L'església és referènciada ja al segle xii però l'obra romànica es va perdre al reconstruir-ne l'edifici al segle xvi.
En perdre el seu caràcter parroquial, l'església fou sufragània de Solsona fins a principis del segle actual. Avui l'església té culte esporàdicament.